# Polygrammodes maccalis
Polygrammodes maccalis là một loài bướm đêm trong họ Crambidae.